# Mika Ahola
Mika Ahola, född 13 december 1974 i Tavastehus, död 15 januari 2012 i Barcelona, Spanien, var en finländsk enduroförare.
Ahola vann VM-guld 2007 och 2008. Han vann även VM-silver vid fem tillfällen (1997, 2000, 2001, 2002, 2006). Han blev också världsmästare i lag-VM för Finland (International Sixdays Enduro) vid sju tillfällen (1996, 1998, 1999, 2002, 2003, 2004, 2006).